# I
I نهمین حرف از حروف الفبای لاتین است. نام آن در الفبای زبان انگلیسی آن «آی» است. این حرف معادل مصوت یا صدای / ای / یا شکل کوتاه آن (که سریع ادا می‌شود و کوتاه‌تر است)، در زبان فارسی است. مانند واژهٔ ایران. /Iran/

## اعداد رومی
در اعداد رومی حرف I معادل عدد ۱ است.